# Великі Ключищі (село)
Великі Ключищі (рос. Большие Ключищи) — село в Ульяновському районі Ульяновської області Російської Федерації.
Населення становить 3821 особу. Входить до складу муніципального утворення Большеключищенське сільське поселення.

## Історія
Від 2004 року входить до складу муніципального утворення Большеключищенське сільське поселення.

## Населення
| 2002 | 2010  | 2013  | 2015  | 2021  |
| ---- | ----- | ----- | ----- | ----- |
| 3724 | ↗3873 | ↘3862 | ↗4022 | ↘3821 |